# Urbano Monti
Pour les articles homonymes, voir Monti.
Urbano Monti ou Monte (Milan, 16 août 1544 – Milan, 15 mai 1613) est un géographe et cartographe italien.

## Biographie
Urbano Monti était le fils illégitime de Giovanni Battista Monti, membre d'une riche famille (celle du cardinal Cesare Monti), et d'Angela de Menclozzi, et il a grandi dans la paroisse de Santo Stefano in Borgogna. On le décrit comme un homme très cultivé, doux et craintif, qui se tint loin des charges publiques, et préféra prendre soin de ses études, de l'administration de ses biens et d'œuvres de bienfaisance. À trente-cinq ans, il épousa Marguerite Niguarda, qui en avait dix-huit ; de son épouse, à laquelle il était très attaché, il a eu cinq fils et une fille (l'aîné, dissolu et dépensier, lui a causé beaucoup de problèmes, et il se disputera sur l'héritage avec ses frères). À sa mort en 1613, Monti fut enterré dans l'église de Santa Maria dei Servi. 

### Œuvres

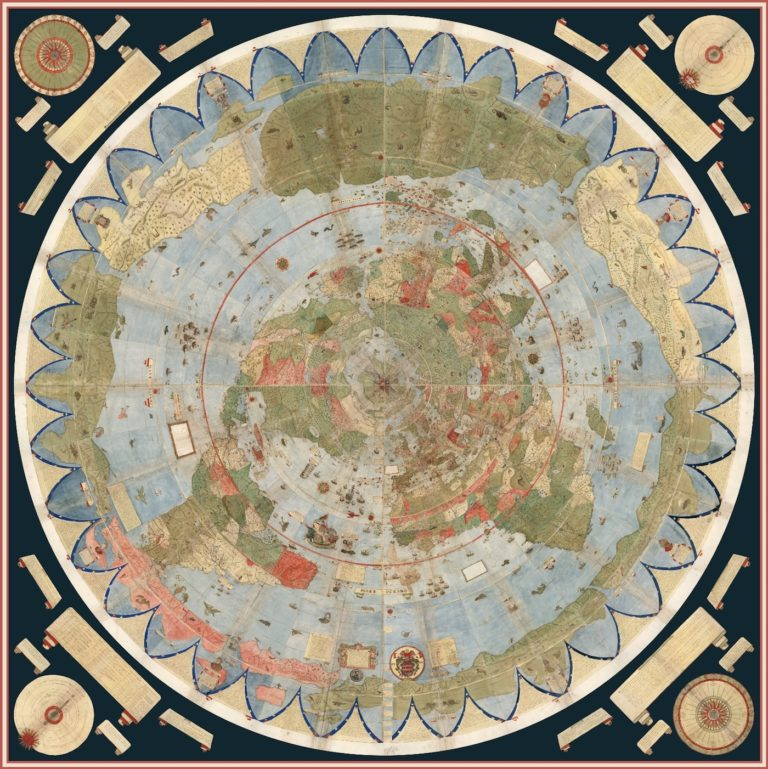
Planisphère d'Urbano Monti (1587)

Une de ses premières œuvres est Delle cose più notabili successe nella città di Milano, une chronique de l'histoire de Milan, en quatre volumes, dont seulement un petit nombre d'exemplaires a survécu, sans doute parce qu'elle n’était pas destinée au grand public puisqu'elle est essentiellement limitée aux événements intéressant la famille Monti. Dans le quatrième volume de cet ouvrage est décrit en détail le voyage de la première délégation de Japonais en Europe, que Monti a personnellement rencontrée à la cour de Milan. De cette rencontre, Monti a acquis les informations nécessaires à la publication de la carte Descrittione e sito del Giapone, qui comprend beaucoup plus d'informations que les autres cartes disponibles à l'époque sur ce sujet.
Le chef-d'œuvre de Monti, auquel il a travaillé pendant plusieurs années et qu'il a publié en 1590, est le traité géographique intitulé Trattato universale. Descrittione et sito de tutta la Terra sin qui conosciuta, un ouvrage important, non pas tant pour son contenu descriptif (semblable à celui d'autres œuvres similaires de l'époque), mais pour son énorme planisphère circulaire, richement détaillé et décoré, divisé en soixante planches qui peuvent être assemblées. La carte a la particularité d'utiliser une projection azimutale, très inhabituelle pour l'époque, avec le Pôle Nord comme point central et l'Antarctique distribué dans l'anneau extérieur. 
De ce traité survivent trois versions : la première est conservée dans le fonds Valentini de la bibliothèque du Séminaire épiscopal de Milan (à Venegono Inferiore), la deuxième est une copie à l'identique qui a été achetée par David Rumsey, un collectionneur privé, lors d'une vente aux enchères à Londres à la fin des années 1980, la troisième, postérieure aux deux autres de plusieurs années, est la propriété de la Bibliothèque Ambrosienne. Dans cette dernière copie, Monti a modifié la projection : après son assemblage, elle n'est plus ronde, mais quadrilobée, probablement pour réduire la distorsion des terres au-dessous de l'équateur. Le travail de Monti, en raison de sa taille monumentale n'a jamais vraiment été diffusé, et il est resté pratiquement inconnu jusqu'à l'époque moderne. 
La copie propriété du Séminaire de Milan a été imprimée avec sa soixantaine de cartes en 1994 par l'éditeur de Lecco Periplo, et une première copie complète de l'ensemble du manuscrit sur CD-ROM a été éditée par l'éditeur Novantiqua Multimédia, également de Lecco, en 1996. La copie de Rumsey a été numérisée et assemblée à la fin de 2017 par le David Rumsey Map Center (un centre fondé par Rumsey, qui a fait don de toute son importante collection de cartes, rattaché auprès de l'Université Stanford). La carte résultant de l'union de toutes les planches forme un carré d'environ 275 centimètres de côté.